# Belisana yuhaoi
Espèce
Belisana yuhaoi est une espèce d'araignées aranéomorphes de la famille des Pholcidae.

## Distribution
Cette espèce est endémique du Guizhou en Chine,. Elle se rencontre dans le xian de Xiuwen dans des grottes.

## Description
Le mâle holotype mesure 1,93 mm et la femelle paratype 2,03 mm.

## Systématique et taxinomie
Cette espèce a été décrite par Yang et Yao en 2023.

## Étymologie
Cette espèce est nommée en l'honneur de Hao Yu.

## Publication originale
- Yang, Zhao, He & Yao, 2023 : « A survey of pholcid spiders (Araneae, Pholcidae) from Guiyang, Guizhou Province, China. » ZooKeys, vol. 1186, p. 175-184 (texte intégral).